# Das Sonntagskind
Pour plus de détails, voir Fiche technique et Distribution.
Das Sonntagskind (titre français : L'Enfant né coiffé, litt. L'Enfant du dimanche) est un film allemand réalisé par Kurt Meisel sorti en 1956.
Il s'agit de l'adaptation de la pièce Schneider Wibbel de Hans Müller-Schlösser.

## Synopsis
L'Allemagne en 1948 au moment du carnaval : Le jour du Weiberfastnacht, le tailleur Anton Wibbel tente d'échanger un gramophone contre des cigarettes avec des occupants britanniques. Le policier militaire écossais Bosty McMillar lui offre deux bouteilles de whisky et le ramène chez lui. Anton oublie les deux bouteilles dans la voiture et trouve rapidement la manivelle pour le gramophone dans la poche de sa veste. Le soir, Bosty en kilt apporte les bouteilles. La femme d’Anton, Fin, à son tour, vient de se déguiser en sorcière pour se plonger dans l’animation de carnaval avec ses amis, même si Anton, jaloux, n’est pas très enthousiaste à ce sujet. Il s'enivre avec Bosty et vont bientôt échanger ses vêtements : Bosty part en tant que marin et Anton en tant qu'écossais au carnaval. Lorsque la police militaire apparaît soudainement dans le rassemblement du carnaval, Anton est arrêté pour port injustifié d'un uniforme. Lors du procès devant le tribunal 
militaire, il couvre Bosty et est donc condamné à trois semaines d'emprisonnement, qu'il devrait commencer dans deux jours. Anton persuade son compagnon maladif, Mattes, d'aller en prison sous son nom, où son repos lui fera du bien. Anton et Fin se rendent chez la grand-mère d'Anton, au bord du Rhin.
Dix jours plus tard, Anton et Fin reçoivent un télégramme dans lequel ils racontaient la mort d’Anton, en réalité Mattes, décédé des suites d’une pneumonie. Anton est désespéré, il est maintenant considéré comme mort. De retour dans son appartement, il doit se cacher constamment dans le cagibi et ne doit pas sortir de la maison. Fin, à son tour, apparaît publiquement comme une veuve en deuil. Le compagnon paresseux Mölfes aimerait l'avoir pour épouse, mais aussi Bosty. Fin rejette les deux, mais au fil du temps, Anton souffre de la jalousie. Il la suit secrètement à une fête des Écossais, à laquelle Bosty l'a invitée. Alors qu'Anton entre dans son propre appartement la nuit par la fenêtre, des voisins vigilants appellent la police, qui découvre Anton dans le débarras. Il prétend être Jimmy Wibbel, venu d'Amérique, le frère du défunt Anton. Tout le monde, sauf Mölfes, croit l’histoire, et peu de temps après, Fin et Anton se marient une seconde fois. À la noce, il y a également l'inconnue Meta Hubbelrath, qui s'avère être une parente de Mattes. Sa famille est inquiète, car elle n’a plus eu de ses nouvelles depuis longtemps. Anton parle confusément et parle du "défunt Mattes", alors Meta Hubbelrath croit bientôt à un crime. Elle montre les Wibbels à la police.
Au cours de l'interrogatoire, Anton dit d'abord que Mattes s'est disputé avec lui, mais oublie qu'il ne pouvait pas avoir connu Mattes sous le nom de Jimmy. Fin raconte encore que Mattes est allé en prison pour Anton et y est mort. Anton est alors parti ; un peu plus tard, Jimmy est venu l'épouser. La version semble logique au début, mais un nouveau problème se pose : si Anton était simplement parti, Fin et Jimmy n'auraient pas dû se marier, car Anton n'a jamais divorcé. La bigamie étant également une lourde peine de prison, Anton avoue tout. Cependant, comme Anton ne peut pas prouver qu'il n'est pas Jimmy, la punition pour la bigamie reste en question.
Pendant ce temps, Mölfes n'a pas lâché prise et a laissé Bosty, en Amérique, chercher un supposé Jimmy Wibbel, il soupçonne Anton d'être un imposteur. Pour le mariage de Mölfes avec sa petite amie Mariechen, apparaît aux côtés d’Anton et Fin le véritable Jimmy Wibbel, le véritable frère jumeau d’Anton en Amérique. Anton peut maintenant prouver son identité et Bosty est ravi qu'il soit toujours en vie. Il note que cette fois, il aimerait aller en prison pour Anton, qui ne lui a pas dit à ce moment-là.

## Fiche technique
- Titre : Das Sonntagskind
- Réalisation : Kurt Meisel assisté de Hermann Haller
- Scénario : Gustav Kampendonk
- Musique : Friedrich Schröder
- Direction artistique : Hans Kuhnert, Paul Markwitz
- Photographie : Kurt Schulz
- Son : Fritz Schwarz
- Montage : Liesgret Schmitt-Klink
- Production : Kurt Ulrich
- Sociétés de production : Berolina
- Société de distribution : International-Verleih
- Pays d'origine :  Allemagne de l'Ouest
- Langue : allemand
- Format : Couleur - 1,37:1 - Mono - 35 mm
- Genre : Comédie
- Durée : 96 minutes
- Dates de sortie :
  - Allemagne de l'Ouest : 11 septembre 1956.
  - Autriche : 11 septembre 1956.
  - Danemark : 25 février 1957.
  - France : 19 mars 1957[1].
  - Suède : 26 août 1957.

## Distribution
- Heinz Rühmann : Anton Wibbel/Jimmy Wibbel
- Hannelore Bollmann : Fin, sa femme
- Werner Peters : Mölfes
- Günther Lüders : Mattes
- Walter Giller : Bosty McMillar
- Carla Hagen (de) : Mariechen
- Ellen Waldeck (de) : La grand-mère
- Carl Napp (de) : M. Knipperling
- Jupp Flohr (de) : M. Fisternölles
- Otto Wernicke : Willowitz
- Siegfried Lowitz : L'inspecteur criminel
- Lilo Hartmann (de) : Mme Kladders
- Toni Treutler (de) : Mme Knipperling
- Emmy Burg (de) : Meta Hubbelrath
- Waltraud Runze (de) : Kläre
- Marina Orschel (de) : Tilde
- Edward P. Merlotte : Le juge anglais
- Hellmut Grube (de) : L'interprète
- Kurt Pratsch-Kaufmann : Le portier du centre de détention
- Alexa von Porembsky : La cliente dans la boucherie
- Wolfgang Müller : Un policier de la brigade criminelle
- Wulf Rittscher (de) : L'homme aux jumelles

## Crédit d'auteurs
- (de) Cet article est partiellement ou en totalité issu de l’article de Wikipédia en allemand intitulé « Das Sonntagskind » (voir la liste des auteurs).